# Ivtchenko-Progress

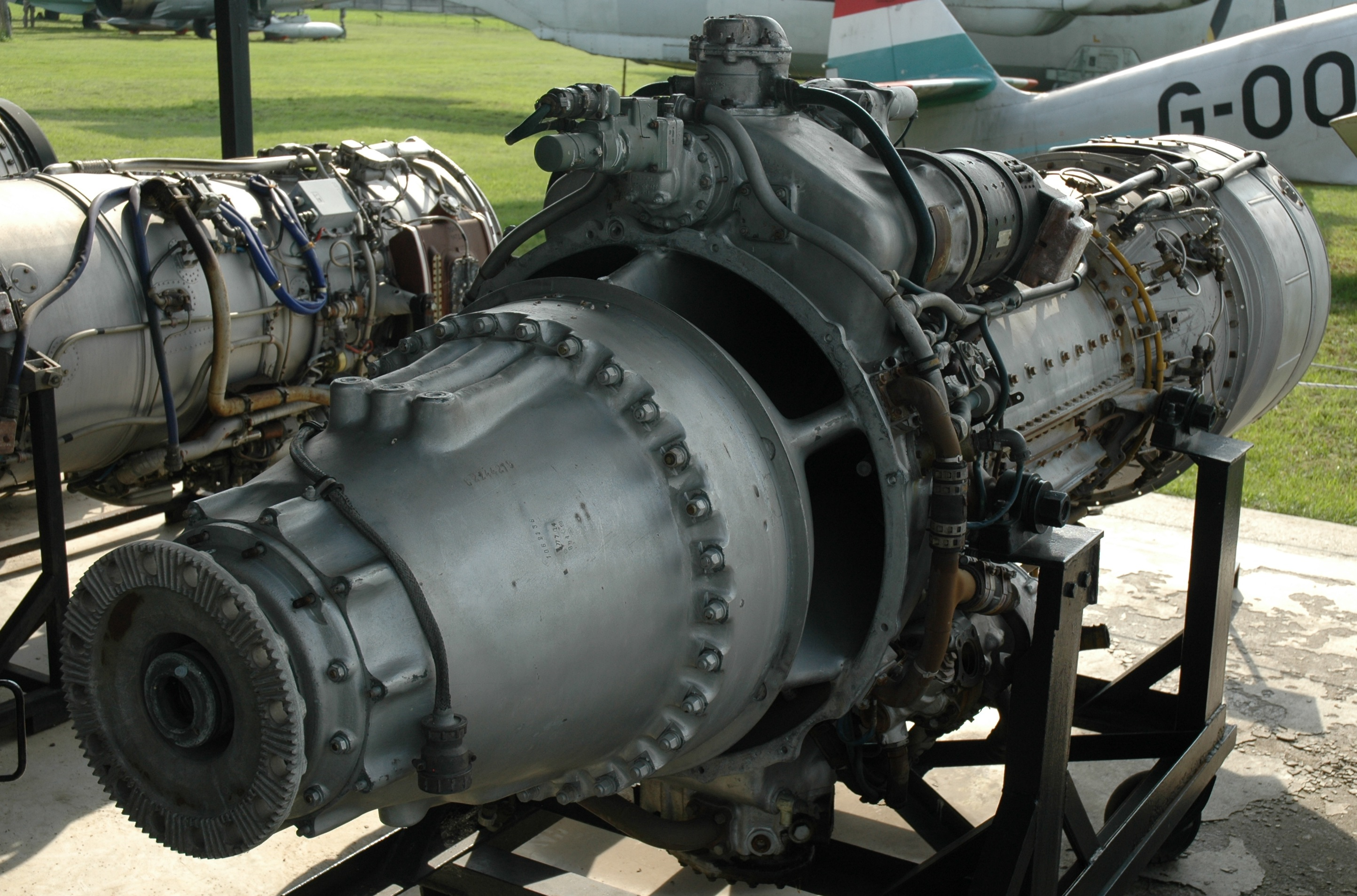
L'AI-20M, turbopropulseur équipant l'Iliouchine Il-18, est l'un des plus gros succès du constructeur.

Ivtchenko-Progress ZMKB (en ukrainien : Запорізьке машинобудівне конструкторське бюро «Прогрес» ім. О.Г.Івченка, Zaporizke machynoboulivne konstrouktorske biouro « Progress » im. O.H. Ivtchenka, en français Bureau d'études et de construction mécanique « Progress » de Zaporijjia nommé O.H. Ivchenko) est une entreprise d'État (anciennement soviétique) implantée à Zaporijjia, en Ukraine. L'activité de l'entreprise et ancien bureau d'études (OKB) consiste à développer et à fabriquer des moteurs d'avions, des turbines à gaz et autres moteurs à combustion. La désignation actuelle de la société est Société nationale bureau d'études Ivtchenko Progrès (Design Office Ivchenko Progress), elle regroupe aujourd’hui l'ancienne entreprise Progress.

## Histoire
L'usine est fondée en 1930. Elle fait tout d'abord partie du bureau d'études national (OKB) no 29 situé à Zaporijjia. De 1930 à 1937, elle est dirigée par Arkadi Nazarov. De 1938 à 1940, le directeur des études fut Sergueï Toumanski, à qui fut cependant bientôt confié son propre bureau d'études. Jusqu'au moment de l'évacuation en 1941, l'ingénieur en chef était Ievgueni Ourmine. 
Après la Seconde Guerre mondiale, le bureau d'études fit tout d'abord partie intégrante de l'usine de moteurs d'avions no 478 puis refondée à la fin de l'année. À partir de 1946, le bureau fut dirigé par Alexandre Ivtchenko jusqu'à sa mort en 1968. Au début le bureau se nommait simplement Progress et se consacrait presque exclusivement au développement de moteurs à pistons pour avions. Ceux-ci furent produits en grandes quantités, en particulier pour les avions Yakovlev. Divers types de moteurs ont été conçus et réalisés spécialement pour équiper les hélicoptères. En 1953 commença le développement d'un turbopropulseur qui devint le célèbre AI-20 et avait au départ une puissance de 4 000 ch et équipa de nombreux avions civils et militaires. Il existe de ce type un grand nombre de variantes adaptées aux divers spectres d'utilisation. Il existe aussi une version plus petite, l'AI-24 d'environ 2 400 ch. 
Vers le milieu des années 1960, on commença à développer les turboréacteurs à double flux. En 1967, le développement du moteur à double flux AI-25 se termina, et ce moteur équipa ensuite à partir de 1973 entre autres le Yakovlev Yak-40 et l'Aero L-39. C'est aussi à cette époque qu'un certain nombre de petites turbines à gaz furent développées et mises au point, comme l'AI-8 ou AI-9, utilisées principalement comme moteurs d'appoint (APU).
En 1968, Vladimir Lotarev prit la direction des nouveaux développements. Au cours des années 1970, le développement de turboréacteurs à double flux à taux de dilution élevé se poursuivit. Ceci aboutit en 1977 à la fabrication en série du D-36, un moteur à trois arbres qui équipa le Yakovlev Yak-42 et l'Antonov An-74. Un moteur d'hélicoptère, d'une puissance de 11 400 ch, en fut dérivé spécialement pour le Mil Mi-26. Au cours de la première moitié des années 1980, le développement d'un gros turboréacteur double flux fut lancé, le D-18T, pour répondre au besoin de moteurs très puissants qui se profilait déjà, destinés aux avions de transport de très grande capacité comme l'Antonov An-124 ou l'Antonov An-225. Ce moteur fournit une poussée d'environ 230 kN.
Depuis 1988, le directeur-général actuel de la société est Fiodor Mouravtchenko.
Tout comme les motoristes du monde occidental, on se consacra au développement de nouvelles turbines plus économiques et compétitives. Il en résulta le petit réacteur double flux DV-2 qui équipa l'Aero L-59. Le D-27 constituait une innovation en cela qu'il possédait deux hélices contrarotatives à huit pales d'environ 10 100 kW de puissance. On désigna ce type de moteur du terme anglais d'Unducted Fan (soufflante non-carénée) et General Electric développa un moteur comparable. Ce moteur était prévu pour équiper l'Antonov An-70. Il y eut d'autres projets destinés à des applications civiles et militaires, tant pour avions que pour hélicoptères. La société a aussi réalisé des turbines à gaz industrielles servant de compresseurs et de génératrices. 

## Liste des moteurs produits
- AI-8 : APU ;
- AI-9 : APU ;
- AI-20 : turbopropulseur ;
- AI-24 : turbopropulseur ;
- AI-25 : Turboréacteur double flux pour le Yakovlev Yak-40 et l'Aero L-39 ;
- D-18T : Turboréacteur double flux pour l'Antonov An-124 et l'Antonov An-225 ;
- D-27 : Soufflante non-carénée pour l'Antonov An-70.
- D-36 : Turboréacteur double flux pour le Yakovlev Yak-42 et l'Antonov An-74 ;
- DV-2 : Turboréacteur double flux pour l'Aero L 59 ;